# サバドシュ・ラースロー
サバドシュ・ラースロー（ハンガリー語: Szabados László、1911年4月11日 - 1992年4月28日）は、ハンガリーの競泳選手。
1932年のロサンゼルスオリンピックで、4×200m自由形リレーで銅メダルを獲得した。